# Tolla
Tolla (korsisch Todda) ist eine Gemeinde im französischen Département Corse-du-Sud in der Region Korsika.

## Geografie
Tolla liegt von der Umgebung weitgehend abgeschnitten im gebirgigen Gelände oberhalb des vom Prunelli gespeisten Stausees Lac de Tolla, dessen Damm Anfang der 1960er Jahre errichtet wurde. Im weiteren Verlauf talaufwärts in nördlicher Richtung erreicht man die Prunelli-Schlucht. Vom Col de Mercujo aus lässt sich das Prunelli-Tal mit der Schlucht und dem Stausee überblicken.

## Bevölkerungsentwicklung
| Jahr                       | 1962 | 1968 | 1975 | 1982 | 1990 | 1999 | 2006 | 2016 |
| Einwohner                  | 297  | 233  | 185  | 115  | 85   | 98   | 118  | 127  |
| Quellen: Cassini und INSEE |      |      |      |      |      |      |      |      |

In der Gemeinde leben nur mehr 121 Einwohner (Stand 1. Januar 2022) auf 25,45 km².  Vom Anfang der 1960er Jahre, als noch knapp 300 Personen in Tolla gemeldet waren, bis zum Beginn der 1990er Jahre ging die Einwohnerzahl dramatisch zurück. Seitdem stabilisierte sie sich auf niedrigem Niveau. Knapp die Hälfte der bei der Zählung 1999 in Tolla registrierten Einwohner waren 60 Jahre und älter. Nur 7 % waren unter 30 Jahre alt.

## Religion
Die katholische Kirche St. Leonhard (Saint-Léonard) gehört zum Bistum Ajaccio.

## Wirtschaft
Neben der Stromproduktion durch das Wasserkraftwerk des Stausees ist die Landwirtschaft mit Obst- und Weinbau der traditionelle Wirtschaftsfaktor. Die Weine aus Tolla zählen zur AOC Coteaux d’Ajaccio.